# Alcalalí
Alcalalí – gmina w Hiszpanii, w prowincji Alicante, we wspólnocie autonomicznej Walencja, o powierzchni 14,4 km². W 2011 roku liczyła 1433 mieszkańców.
W drugiej połowie XIX wieku Alcalalí wchłonęło niezależną dotychczas gminę Llosa de Camacho.